# Cristo Negro de Esquipulas
El Cristo Negro de Esquipulas es una imagen de la crucifixión de Cristo, de culto católico, ubicada en la Basílica de Esquipulas en la ciudad de Esquipulas, Guatemala, distante a 222 km de la Ciudad de Guatemala.

Desde el siglo XVII se le conoce como el Milagroso Señor de Esquipulas o también como el Milagroso Crucifijo que se venera en el Pueblo llamado Esquipulas. Su fiesta se celebra el 15 de enero de cada año. Es también cuando llega la mayor cantidad de peregrinos a la ciudad provenientes de Guatemala, El Salvador, Honduras y México.

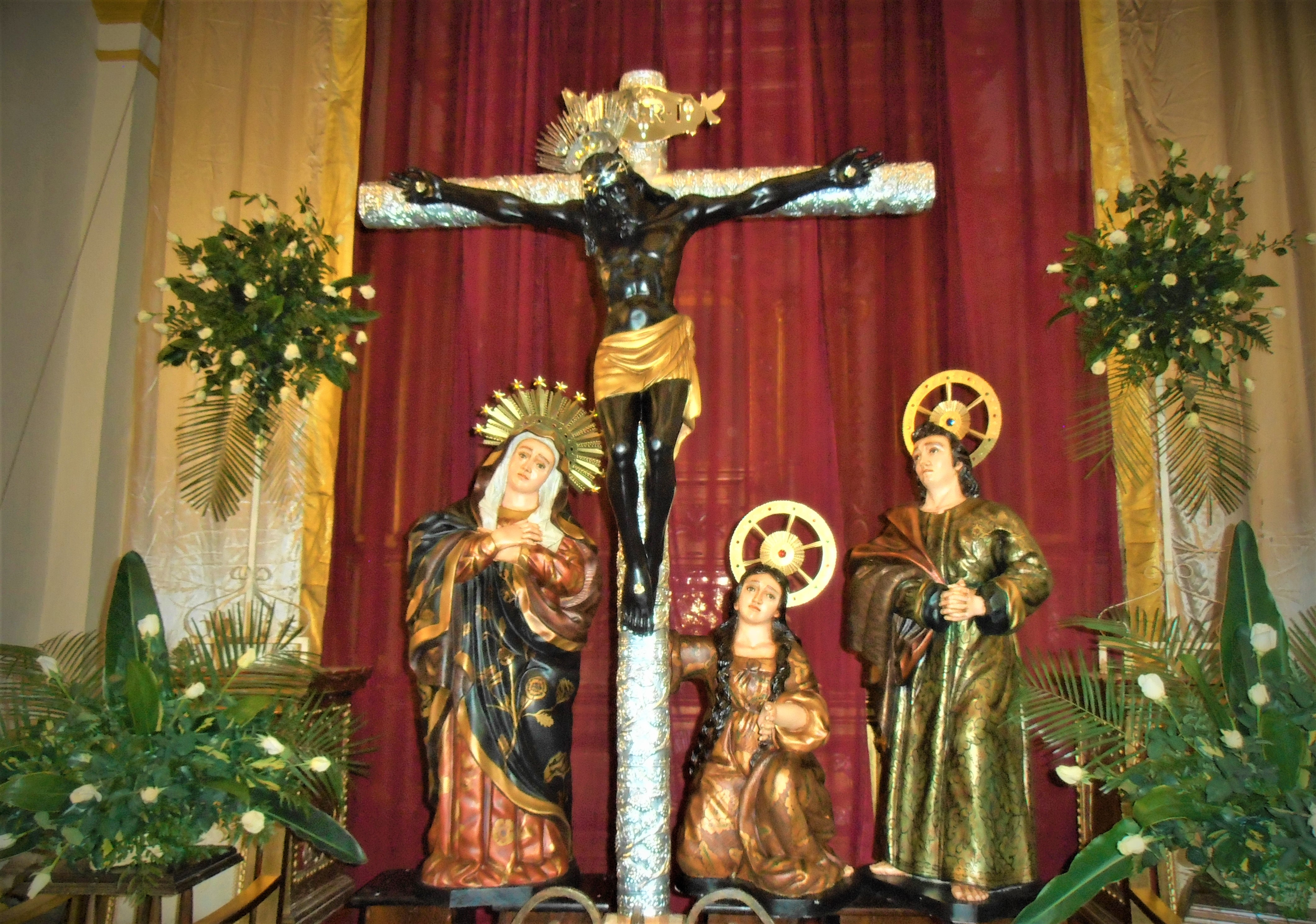
Milagroso Señor de Esquipulas de la Catedral San José de Antigua Guatemala

El 11 de enero de 2021 y en plena pandemia del COVID-19, una bellísima réplica del Cristo de Esquipulas y sus imágenes acompañantes (Virgen Dolorosa, María Magdalena y San Juan Apóstol) fueron donadas a la Catedral San José de la Antigua Guatemala desatando entre sus seguidores una incontenible y renovada veneración por el Cristo Negro.
Debido a la gran cantidad de inmigrantes de estos países en Estados Unidos, la fecha del 15 de enero es celebrada también en lugares como Los Ángeles, Phoenix, Nueva Jersey y Nueva York.

## Réplicas
San Luis Potosí en la delegación de villa de pozos que fue encontrado en la era de los cristeros en las puertas de un corral se le venera cada 15 de enero.

## México
Jalisco. Una pequeña réplica del Cristo de Esquipulas es muy venerada en un pequeño pueblo llamado San Juan de Amula en el Municipio de El Limón, estado de Jalisco. Actualmente el Cristo de Esquipulas en San Juan de Amula cuenta con una página en Facebook y un video en YouTube con una canción dedicada al Cristo de Esquipulas, la cual es interpretada por la Banda Sereno de San Miguel de Hidalgo.
Sonora. Se celebra también el día 15 de enero el día del cristo de Esquipulas en el municipio de Aconchi Sonora, se celebra la víspera con cuetes y una serenata en su honor, y el día se le hace homenaje con una cabalgata y una misa al finalizar esta. 
Guanajuato. Existe otro Cristo en una comunidad conocida como Aldama, un poblado que se encuentra en la ciudad de Irapuato, Guanajuato y el cual es venerado el día 15 de enero y se le hace una fiesta en su honor con muchos fieles, ya que se dice que ha cumplido varios milagros.
También existe una réplica del Cristo en la ciudad de Moroleón, Guanajuato, a la cual también veneran miles de devotos. En esta ciudad se le celebra haciendo un recorrido por la noche con cientos de velas encendidas por los peregrinos que acompañan al Señor de Esquipulitas a través las principales calles de la ciudad. 
Oaxaca. Existe un Cristo de Esquipulas en Miahuatlán, Oaxaca, en el Templo de San Andrés, que mide más de dos metros de altura y es venerado con gran fervor.
Tierra Caliente. Hay también una réplica en la región de Tierra Caliente del estado de Guerrero, más exactamente en ciudad Altamirano donde es patrón de la parroquia del Señor de Esquipulas, venerado por la población de toda la Tierra Caliente mexiquese, guerrerense y michoacana. Se dice que llegó a Tierra Caliente por el Río Balsas junto con unas personas que decían venir de un municipio llamado Esquipulas en Guatemala. Su fiesta consiste en 10 días de festejo, 9 de procesión y la fiesta patronal el 15 de enero como se acostumbra en otros lugares con réplicas. Las procesiones comienzan del 6 de enero con la Epifanía, y se terminan el 14 de enero con una procesión que se lleva a cabo de las 00:30 horas a las 2:00 horas del día 15 de enero. Las procesiones se hacen por las calles principales de oriente y poniente en las que destacan la Segunda, Tercera y Cuarta por ser las más largas entre todas teniendo un término de las 11:00 horas de ese día a las 00:00 del día siguiente ya que la gente pone mesas fuera de sus casas para recibirlo junto con los peregrinos que lo acompañan. Si la gente tiene una manda con el patrón, ofrecen agua fresca, atole, pan, tamales, café, tortas, etc., además de adornar las calles con papel picado y adornos diversos.
Querétaro. Una réplica fue donada a los frailes franciscanos en la ciudad de Santiago de Querétaro, donde se le venera y se rinde culto el domingo de carnaval de cada año, siendo una festividad que reúne a la comunidad de danzantes concheros de toda la república.
Tabasco. En Villa Parrilla, Tabasco, es venerada la imagen del Señor de Esquipulas, una imagen réplica de la original, que fue escondida durante la persecución católica encabezada por Tomás Garrido, y que hoy en día se encuentra en la parroquia San Antonio de Padua.
Chiapas Villa Comaltitlan 
Cómo hace más de 20 años se lleva el rezo al señor de Esquipulas en casa de la profesora socorro del pilar palomeque rincón.
 Chiapas San Cristóbal De Las Casas 
Sr. De Esquipulas se ha rendido culto y festejo por más de tres generaciones, la figura data de más de 160 años de estancia en la Familia Díaz Utrilla, quien ha sido legado de entre las generaciones, figura originaria de Guatemala, ha tenido restauraciones derivado del pasar del tiempo, de las mismas familias guatemaltecas quienes tallaron a mano a base de madera.

## América Central
Otras réplicas se veneran en: 
- Juayúa en el departamento de Sonsonate, San Bartolomé Perulapía, en el departamento de Cuscatlán, Colón,[4] en el departamento de La Libertad,  y Ereguayquin, en el departamento de Usulután en El Salvador.
- El Sauce,Telica, Departamento de León, La Conquista, Departamento de Carazo y Jinotega en Nicaragua.
- Alajuelita, Dulce Nombre de Cartago y Santa Cruz (Guanacaste) en Costa Rica.
- Antón en Panamá.

Cada uno de los templos que albergan estas réplicas son reconocidos como Santuario Nacional por cada una de las provincias eclesiásticas en cada país, siendo visitados por miles de peregrinos cada 15 de enero los cuales asisten a la misa tradicionalmente oficiada por el obispo de sus respectivas diócesis.

## América del Sur
En los Andes venezolanos, específicamente en la aldea El Paramito ubicada en el Estado Mérida, en el año de 1997 se edificó una capilla para venerar al Cristo Negro de Esquipulas. Desde su inauguración hasta la fecha esta devoción ha crecido y se ha multiplicado y vienen a venerarle peregrinos de todas partes de Venezuela. Igualmente en los Andes ecuatorianos, se guarda gran devoción en la Iglesia de La Paz en Quito, cuya capilla lateral derecha está consagrada al Cristo Crucificado de Esquipulas, ante una réplica donada por la familia Villacorta, de origen salvadoreño y afincada en Ecuador desde hace muchos años.

## Estados Unidos
Arizona. El 13 de septiembre de 2013 se estableció la Hermandad del Cristo de Esquipulas en la diócesis de Phoenix, Arizona, con la llegada de la réplica del Cristo a este lugar. Esta hermandad adquirió la réplica del Cristo a través de un artista llamado Javier Vélez, la réplica es casi exacta a la del Cristo original y el 15 de enero de 2014 se celebró la primera misa de la Festividad del Cristo, bajo la bendición del Señor Obispo, Monseñor Thomas Olmsted. Este proyecto fue encargado desde el inicio, al Diácono permanente Marvin Hernández, ordenado en esta diócesis de Phoenix, y quien es originario de la diócesis a la que pertenece el Cristo original, la diócesis de Zacapa y el Prelado de Esquipulas y quien fue apoyado por el Reverendo Padre William Castañeda; este sacerdote ha estado involucrado en diferentes proyectos en la propagación del fervor y veneración al Santo Cristo Negro de Esquipulas. 
Florida. El 6 de enero de 2018 es entregada a la Iglesia de San Isidro en Pompano Beach, Florida, una réplica del Cristo Negro de Esquipulas, la cual se llevó desde Guatemala con el apoyo de guatemaltecos en Acción, del Proyecto Guatemala Mística y de su fundador, el fotógrafo William Cameros, para que fuera venerada por las comunidades guatemalteca y latinoamericana que viven en dicha ciudad.

## España
En la Colegiata de San Patricio en Lorca, en la región de Murcia,  se encuentra un cuadro con la imagen del Cristo de Esquipulas, obra de Muñoz Barberán, réplica de una obra destruida en la guerra civil española.

## Datos históricos y sincretismo
Desde antes de la llegada de los españoles al nuevo continente, Esquipulas era un lugar de peregrinación conocido en Mesoamérica donde se rendía culto al dios guerrero de color negro Ek Chuah. La evangelización se produce mediante la inculturación, es decir que se integra el evangelio en la nueva comunidad, sin destruir las bases culturales o tradiciones, sino adaptando lo que sea posible para una mejor comprensión. En muchos casos, se respetó la tradición prehispánica, sobre la cual se mezclaron las costumbres antiguas con las nuevas creencias, de forma que los indígenas comprendieran la nueva fe como algo cercano. El arqueólogo, antropólogo, historiador y escritor guatemalteco, Carlos Navarrete, indica en la entrevista La historia detrás del Cristo Negro de Esquipulas realizada por La Hora Guatemala:
Entre los mayas era usual que los dioses estuviesen relacionados con el inframundo, con la oscuridad, por ejemplo Ek Chuah, al Cristo de Esquipulas. El sincretismo del Cristo de Esquipulas seguramente viene de deidades de color oscuro. Pueden ser dos: Ek Chuah, deidad de los mercaderes o Ek Balam Chuah, el puma negro de la medianoche o el puma negro de la oscuridad que está en el fondo de la tierra, ahí está su recinto. No es algo que se dé de un momento a otro, es un proceso muy largo. Al Cristo Negro por algo lo hicieron negro. 
Luego de la conquista de Esquipulas en el año 1530, los misioneros españoles iniciaron el trabajo de evangelización de los pueblos conquistados. En el año de 1595 cuando la religión católica había echado raíces, los locales aprovecharon una abundante cosecha de algodón y decidieron encargar una imagen de Jesús crucificado. Don Cristóbal de Morales contrató al escultor portugués Quirio Cataño, quien en ese tiempo vivía en la ciudad de Santiago de los Caballeros de Guatemala, para que creara dicha imagen. El artista entregó el trabajo encomendado el 4 de octubre del mismo año.
El contrato original por medio del cual se encargó la obra se conservó durante mucho tiempo en la Parroquia de Quezaltepeque, hasta que Fray Andrés de las Navas, Obispo de Guatemala, ordenó que se hiciera una copia del mismo debido a su deterioro. A continuación se incluye una copia del texto consignado en dicho contrato:
En la Ciudad de Santiago de Guatemala, a los veintinueve días del mes de agosto del año mil quinientos noventa y cuatro, Cristóbal de Morales, Provisor de este Obispado, concertó con Quirio Cataño, oficial de escultor, que haga para el Pueblo de Esquipulas un Crucifijo de vara y media, muy bien acabado y perfeccionado, que lo debe dar acabado el día de San Francisco, primero que viene, y se han de dar por él cien tostones de cuatro reales de plata cada uno; y para en cuenta de los dichos cien tostones confesó haber recibido adelantados cincuenta tostones de los cuales recibió realmente y él se obligó a cumplirlo, y para ello obligó su persona y bienes y lo firmó de su nombre y el dicho Provisor.
– Cristóbal de Morales - Quirio Cataño.
Según la tradición oral, los habitantes de Esquipulas viajaron a la ciudad de Santiago de Guatemala para recoger la imagen en la fecha estimada y durante el viaje de regreso aquellos que la veían por el camino se quedaban admirados por su belleza y solicitaban que permaneciera con ellos al menos una noche, de esta manera se originó la tradición del peregrinaje para venerar dicha imagen. Finalmente, la imagen llegó a Esquipulas el 9 de marzo de 1595.
La tradición contaba también que Quirio Cataño había utilizado madera oscura para esculpir la imagen, de modo que se pareciese más a la piel de los habitantes de Esquipulas, descendientes del pueblo Chortí. Sin embargo, según el arquitecto Eduardo Andrade, durante su restauración se descubrió que había sido originalmente acabada con un tono claro y que los años de exposición al humo de veladoras, y las manos de millones de fieles, le proporcionaron su característico tono obscuro.